# Ніколаєвська сільська рада (Стерлітамацький район)
Нікола́євська сільська рада (рос. Николаевский сельский совет) — муніципальне утворення у складі Стерлітамацького району Башкортостану, Росія. Адміністративний центр — село Ніколаєвка.

## Населення
Населення — 1222 особи (2019, 1318 в 2010, 1336 в 2002).

## Склад
До складу поселення входять такі населені пункти:
| Населений пункт          | Населення, осіб (2002) | Населення, осіб (2010) |
| ------------------------ | ---------------------- | ---------------------- |
| Кунакбаєво, присілок     | 130                    | 105                    |
| Ніколаєвка, село         | 816                    | 830                    |
| Преображеновка, присілок | 390                    | 383                    |